# Ariadna calilegua
Espèce
Ariadna calilegua est une espèce d'araignées aranéomorphes de la famille des Segestriidae.

## Distribution
Cette espèce est endémique d'Argentine. Elle se rencontre dans les provinces de Jujuy, de Salta et de Tucumán.

## Description
Le mâle holotype mesure 7,19 mm.
Le mâle décrit par Giroti et Brescovit en 2018 mesure 9,4 mm et la femelle 8,8 mm, les mâles mesurent de 7,19 à 9,4 mm.

## Étymologie
Son nom d'espèce lui a été donné en référence au lieu de sa découverte, le parc national Calilegua.

## Publication originale
- Grismado, 2008 : A taxonomic revision of the spider genus Ariadna Audouin, 1826 in Argentina and Chile, with the description of five new species (Arachnida, Araneae, Segestriidae). Zoosystema, vol. 30, p. 333-360.